# Merge (SQL)
Merge — оператор языка SQL, который позволяет слить данные одной таблицы с данными другой таблицы. При слиянии таблиц проверяется условие, и если оно истинно, то выполняется Update, а если нет — Insert. Причём нельзя изменять поля таблицы в секции Update, по которым идет связывание двух таблиц. Данные изменяются или добавляются только для таблицы в предложении MERGE INTO, таблица в предложении USING остается без изменений.
Оператор был официально представлен в стандарте SQL:2003 и расширен в стандарте SQL: 2008.

## Применение оператора SQL MERGE
В типичном решении для хранилища данных SQL часто важно поддерживать историю данных в хранилище со ссылкой на исходные данные, которые передаются инструменту ETL. Наиболее распространенный вариант использования — попытка поддерживать медленно меняющиеся измерения (SCD) в хранилище данных. В таких случаях необходимо вставить новые записи в хранилище данных, удалить или пометить записи из хранилища, которых больше нет в источнике, и обновить данные в хранилище, которые были обновлены в источнике.
Оператор SQL MERGE был представлен в релизе SQL Server 2008, что дало программистам баз данных большую гибкость, чтобы упростить их беспорядочный код в работе операторов INSERT, UPDATE и DELETE, применяя логику для реализации SCD в ETL.

## Оптимизация производительности оператора SQL MERGE
Есть несколько аспектов, с помощью которых возможно оптимизировать производительность операторов MERGE. Появилась возможность записи операторов DML (INSERT, UPDATE и DELETE), объединенных в один оператор. С точки зрения обработки данных это полезно, так как сокращает операции ввода-вывода с диска для каждого из трех операторов в отдельности, и даёт возможность данным считываться только один раз.
Кроме того, производительность оператора MERGE сильно зависит от индексов, используемых для сопоставления как исходной, так и целевой таблиц. Помимо индексов, также важно оптимизировать условия объединения. При этом должна быть возможность отфильтровать исходную таблицу, чтобы оператор извлекал только необходимые записи для выполнения необходимых операций.

## Синтаксис
```
-- SQL Server and Azure SQL Database

[
 
WITH
 
<
common_table_expression
>
 
[,...
n
]
 
]
  

MERGE

    
[
 
TOP
 
(
 
expression
 
)
 
[
 
PERCENT
 
]
 
]

    
[
 
INTO
 
]
 
<
target_table
>
 
[
 
WITH
 
(
 
<
merge_hint
>
 
)
 
]
 
[
 
[
 
AS
 
]
 
table_alias
 
]
  

    
USING
 
<
table_source
>
 
[
 
[
 
AS
 
]
 
table_alias
 
]

    
ON
 
<
merge_search_condition
>
  

    
[
 
WHEN
 
MATCHED
 
[
 
AND
 
<
clause_search_condition
>
 
]
  

        
THEN
 
<
merge_matched
>
 
]
 
[
 
...
n
 
]
  

    
[
 
WHEN
 
NOT
 
MATCHED
 
[
 
BY
 
TARGET
 
]
 
[
 
AND
 
<
clause_search_condition
>
 
]
  

        
THEN
 
<
merge_not_matched
>
 
]
  

    
[
 
WHEN
 
NOT
 
MATCHED
 
BY
 
SOURCE
 
[
 
AND
 
<
clause_search_condition
>
 
]
  

        
THEN
 
<
merge_matched
>
 
]
 
[
 
...
n
 
]
  

    
[
 
<
output_clause
>
 
]
  

    
[
 
OPTION
 
(
 
<
query_hint
>
 
[
 
,...
n
 
]
 
)
 
]

;

<
target_table
>
 
::
=
  

{

    
[
 
database_name
 
.
 
schema_name
 
.
 
|
 
schema_name
 
.
 
]
  

  
target_table
  

}

<
merge_hint
>
::
=
  

{
  

    
{
 
[
 
<
table_hint_limited
>
 
[
 
,...
n
 
]
 
]
  

    
[
 
[
 
,
 
]
 
INDEX
 
(
 
index_val
 
[
 
,...
n
 
]
 
)
 
]
 
}
  

}

<
merge_search_condition
>
 
::
=
  

    
<
search_condition
>

<
merge_matched
>
::
=
  

    
{
 
UPDATE
 
SET
 
<
set_clause
>
 
|
 
DELETE
 
}

<
merge_not_matched
>
::
=
  

{
  

    
INSERT
 
[
 
(
 
column_list
 
)
 
]

        
{
 
VALUES
 
(
 
values_list
 
)
  

        
|
 
DEFAULT
 
VALUES
 
}
  

}

<
clause_search_condition
>
 
::
=
  

    
<
search_condition
>

```

при этом:
- каждый оператор MERGE должен заканчиваться точкой с запятой. Если в конце оператора MERGE нет точки с запятой, будет выдана ошибка;
- можно использовать SELECT @@RowCount после написания оператора MERGE, который вернет количество записей, измененных транзакцией;
- для работы оператора MERGE обязательно наличие одного из предложений MATCHED[3].

### Аргументы

##### WITH <common_table_expression>
Указывает временный именованный результирующий набор или представление (которые также называются обобщенным табличным выражением), определенные в области инструкции MERGE. Результирующий набор, на который ссылается инструкция MERGE, является производным простого запроса.

##### TOP (expression) [ PERCENT ]
Указывает количество или процент затронутых строк. expression может быть либо числом, либо процентом от числа строк. Строки, на которые ссылается выражение TOP, не расположены в определенном порядке.

##### database_name
Имя базы данных, в которой расположена таблица target_table.

##### schema_name
Имя схемы, к которой принадлежит таблица target_table.

##### target_table
Таблица или представление, с которыми выполняется сопоставление строк данных из таблицы <table_source> по условию <clause_search_condition>. Таблица target_table является целевым объектом любых операций вставки, обновления или удаления, указанных предложениями WHEN в инструкции MERGE. target_table не может быть удаленно расположенной таблицей. Для таблицы target_table не должно существовать определенных правил.
Указания можно задать как <merge_hint>.

##### [ AS ]table_alias
Альтернативное имя для ссылок на таблицу для target_table.

##### USING <table_source>
Указывает источник данных, который сопоставляется со строками данных в таблице target_table на основе условия <merge_search condition>. Результат этого совпадения обуславливает действия, которые выполняются предложениями WHEN инструкции MERGE. Аргумент <table_source> может быть удаленной таблицей или производной таблицей, которая обращается к удаленным таблицам.

##### [ AS ]table_alias
Альтернативное имя для ссылок на таблицу для table_source.

##### ON <merge_search_condition>
Указывает условия, по которым <table_source> соединяется с таблицей target_table для сопоставления. Необходимо указать столбцы целевой таблицы, которые сравниваются с соответствующим столбцом исходной таблицы.

##### WHEN MATCHED THEN <merge_matched>
Указывает, что все строки *target_table, которые соответствуют строкам, возвращенным выражением <table_source> ON <merge_search_condition>, и удовлетворяют дополнительным условиям поиска, обновляются или удаляются в соответствии с предложением <merge_matched>.
Инструкция MERGE включать не больше двух предложений WHEN MATCHED. Если указаны два предложения, первое предложение должно сопровождаться предложением AND <search_condition>.

##### WHEN NOT MATCHED [ BY TARGET ] THEN <merge_not_matched>
Указывает, что в таблицу target_table вставляется строка для каждой строки, возвращенной выражением <table_source> ON <merge_search_condition>, которая не соответствует строке в таблице target_table, но удовлетворяет дополнительному условию поиска (если оно есть). Значения для вставки указываются с помощью предложения <merge_not_matched>. Инструкция MERGE может иметь только одно предложение WHEN NOT MATCHED [ BY TARGET ].

##### WHEN NOT MATCHED BY SOURCE THEN <merge_matched>
Указывает, что все строки *target_table, которые не соответствуют строкам, возвращенным выражением <table_source> ON <merge_search_condition>, и удовлетворяют дополнительным условиям поиска, обновляются или удаляются в соответствии с предложением <merge_matched>.

##### AND <clause_search_condition>
Указывается любое действительное условие поиска.

##### <table_hint_limited>
Задает одно или несколько табличных указаний, которые будут применены в целевой таблице для каждого действия вставки, обновления или удаления, выполняемого инструкцией MERGE. Ключевое слово WITH и круглые скобки обязательны.
Использование ключевых слов NOLOCK и READUNCOMMITTED запрещено.

##### INDEX (index_val [ ,…n ])
Указывает имя или идентификатор одного или нескольких индексов целевой таблицы для выполнения неявного соединения с исходной таблицей.

##### <output_clause>
Возвращает по одной строке для каждой строки в таблице target_table, в которой выполнена операция обновления, вставки или удаления, без какого-либо определенного порядка. Параметр $action может быть указан в предложении вывода. $action — это столбец типа nvarchar(10), который возвращает одно из трех значений для каждой строки: INSERT, UPDATE или DELETE — согласно действию, которое было выполнено с этой строкой. Предложение OUTPUT рекомендуется использовать для запроса или подсчета строк, на которые влияет предложение MERGE.

##### OPTION (<query_hint> [ ,…n ])
Указывает, что для настройки способа, которым компонент Database Engine обрабатывает инструкцию, используются подсказки оптимизатора.

##### <merge_matched>
Указывает действие обновления или удаления, применяемое ко всем строкам таблицы target_table, которые не соответствуют строкам, возвращенным выражением <table_source> ON <merge_search_condition>, и удовлетворяют дополнительным условиям поиска.

##### UPDATE SET <set_clause>
Указывает список имен столбцов или переменных, которые необходимо обновить в целевой таблице, и значений для их обновления.

##### DELETE
Указывает, что строки, совпадающие со строками в target_table, удаляются.

##### <merge_not_matched>
Указываются значения для вставки в целевую таблицу.

##### (column_list)
Список, состоящий из одного или нескольких столбцов целевой таблицы, в которые вставляются данные. Столбцы необходимо указывать в виде однокомпонентного имени, так как в противном случае инструкция MERGE возвращает ошибку. Список column_list должен быть заключен в круглые скобки, а его элементы должны разделяться запятыми.

#### VALUES (values_list)
Список с разделителями-запятыми, который содержит константы, переменные или выражения, возвращающие значения для вставки в целевую таблицу. Выражения не могут содержать инструкцию EXECUTE.

#### DEFAULT VALUES
Заполняет вставленную строку значениями по умолчанию, определенными для каждого столбца.

#### <search_condition>
Задает условия поиска для указания <merge_search_condition> или <clause_search_condition>.
Определяет шаблон сопоставления графов.

##### Remarks
Должно быть указано по крайней мере одно из трех предложений MATCHED, но они могут быть указаны в любом порядке. В одном предложении MATCHED переменная не может быть обновлена больше одного раза.
На все операции удаления, вставки или обновления, применяемые инструкцией MERGE к целевой таблице, распространяются все ограничения, определенные для этой таблицы, включая все каскадные ограничения целостности данных. Если IGNORE_DUP_KEY имеет значение ON для любого из уникальных индексов целевой таблицы, то инструкция MERGE игнорирует этот параметр.
Чтобы использовать инструкцию MERGE, необходима точка с запятой (;) как признак конца инструкции. Возникает ошибка 10713, если инструкция MERGE выполняется без признака конца конструкции.

## Пример
```
 
MERGE
 
INTO
 
table_name
 
USING
 
table_reference
 
ON
 
(
condition
)

   
WHEN
 
MATCHED
 
THEN

   
UPDATE
 
SET
 
column1
 
=
 
value1
 
[,
 
column2
 
=
 
value2
 
…
]

   
WHEN
 
NOT
 
MATCHED
 
THEN

   
INSERT
 
(
column1
 
[,
 
column2
 
…
])
 
VALUES
 
(
value1
 
[,
 
value2
 
…
]);

```

## Реализации
Данный оператор реализован в следующих системах управления базами данных Oracle Database, IBM Db2, Teradata, EXASOL, Firebird, CUBRID, H2, HSQLDB, MS SQL, Vectorwise, Apache Derby и PostgreSQL (с 15ой версии).
Также оператор используется в базе данных Microsoft Azure SQL.